# The Lost Room
The Lost Room est une mini-série fantastique américaine en trois épisodes de 87 minutes, créée par Christopher Leone et Laura Harkcom, réalisée par Craig R. Baxley et Michael W. Watkins et diffusée entre le 11 et 13 décembre 2006 sur Sci Fi Channel.
En France, la mini-série a été diffusée sous la forme de six épisodes de 45 minutes à partir du 22 septembre 2007 sur M6 et à partir du 10 novembre 2009 sur W9.

## Synopsis
Joe Miller, la trentaine, inspecteur de police divorcé ayant la charge de sa jeune fille, poursuit un jeune délinquant qui parvient plusieurs fois à lui échapper en se précipitant dans des bâtiments lorsqu'il est poursuivi, où il semble se volatiliser. Un jour, chassé par des inconnus, le jeune homme se fait tirer dessus et remet à l'inspecteur, au moment de mourir, une clé très particulière. Cette clé permet en effet d'ouvrir n'importe quelle porte munie d'une serrure à clé plate, et d'entrer alors dans la chambre 10 (The Lost Room) d'un vieux motel abandonné (le Sunshine Motel), où le temps semble s'être arrêté, chambre à partir de laquelle il est à nouveau possible de gagner tout autre endroit situé derrière une autre porte dans le monde. Porteur de la clé, Joe devient alors la cible de plusieurs cabales collectionneuses d'objets. On raconte qu'un événement important se serait déroulé dans cette chambre, et que cet événement aurait donné des pouvoirs aux objets contenus dans la pièce (une centaine d'objets, aux effets inattendus, comme arrêter le temps 10 secondes, chauffer comme un micro-ondes, empêcher toute combustion, cuire un œuf, endormir ou bien projeter une personne, ou la téléporter sur la route du motel : la route 66). Certains disent que Dieu en personne est mort dans cette pièce, d'autres que les objets sont des parties de Dieu, ou que Dieu les aurait laissés là.
La clé et les autres objets sont activement recherchés par plusieurs groupes d'individus. Ces objets ne peuvent être détruits sauf dans The Lost Room. Les objets ont des pouvoirs démesurés mais dans cette pièce ces objets perdent leurs pouvoirs, et ne les retrouvent qu'une fois emportés hors de la chambre. 
Entraîné dans l'engrenage des individus et organisations qui collectent et poursuivent les objets, l'inspecteur subit l'enlèvement de sa fille, et, au moment de la récupérer, la voit disparaître dans la "Chambre no 10 perdue", dont la porte se referme devant lui. Joe Miller détient la clé, lorsqu'il ouvre à nouveau la pièce, elle est vide, sa fille a disparu. Il engage alors une traque obsédante pour retrouver sa fille, traque dans laquelle on lui conseille de rassembler plusieurs objets et de les combiner pour retrouver la fillette saine et sauve, quelque part dans l'espace-temps.

## Fiche technique
- Réalisateur : Craig R. Baxley
- Scénaristes : Laura Harkcom et Christopher Leone
- Musique : Robert J. Kral
- Montage : Sonny Baskin
- Direction artistique : Keith Neely
- Directeur de la photographie : David Connell, A.S.C.
- Coordination de la production : Peter Chomsky
- Coproducteur : Bill Hill
- Producteur : Paul Kurta
- Société de production : Lionsgate Productions

## Distribution
- Peter Krause (VF : Guillaume Orsat) : Joe Miller[2]
- Julianna Margulies (VF : Hélène Chanson) : Jennifer Bloom[3]
- Kevin Pollak (VF : Jacques Bouanich) : Karl Kreutzfeld
- Dennis Christopher (VF : Gabriel Le Doze) : Dr Martin Ruber
- Ewen Bremner (VF : Arnaud Arbessier) : Harold Stritzke
- Peter Jacobson (VF : Philippe Peythieu) : Wally Jabrowski
- Roger Bart (VF : Vincent Ropion) : Howard « La Fouine » Montague
- Chris Bauer (VF : Jean-François Pages) : Lou Destefano
- Elle Fanning (VF : Manon Corbeille) : Anna Miller
- April Grace (VF : Pascale Vital) : Lee Bridgewater
- Jorge Luis Pallo (en) : Ignacio Loca (épisode 1)
- Ann Cusack : Helen Ruber (épisodes 2 & 3)
- Harriet Sansom Harris : Margaret Milne (épisodes 3 à 5)
- Margaret Cho : Suzie Kang (épisodes 3 à 5)
- John Beasley (VF : Marc Moro) : Gus Jacobs (épisode 4)
- Jason Antoon (en) (VF : Marc Perez) : Sood (épisodes 5 & 6)
- Nicholas Guilak : Arjun Mehta (épisodes 5 & 6)
- Tim Guinee (VF : Pierre-François Pistorio) : Eddie McCleister (épisode 6)

- Version française
Société de doublage : Nice Fellow[4]
Direction artistique : Bruno Dubernat[4]
Adaptation des dialogues : Françoise Lévy[4]

Source VF : Doublage Séries Database

## Épisodes
| N° | #  | Titre                       | Réalisation        | Scénario                                                                                       | Première diffusion                                    |
| -- | -- | --------------------------- | ------------------ | ---------------------------------------------------------------------------------------------- | ----------------------------------------------------- |
| 01 | 01 | La Clé The Key              | Craig R. Baxley    | Christopher Leone (en) (histoire et scénario) Paul Workman (histoire) Laura Harkcom (scénario) | 11 décembre 2006                                      |
|    |    |                             |                    |                                                                                                |                                                       |
| 02 | 02 | Le Réveil The Clock         | Craig R. Baxley    | Christopher Leone (histoire et scénario) Paul Workman (histoire) Laura Harkcom (scénario)      | 11 décembre 2006                                      |
|    |    |                             |                    |                                                                                                |                                                       |
| 03 | 03 | Le Peigne The Comb          | Michael W. Watkins | Christopher Leone Laura Harkcom                                                                | États-Unis : 12 décembre 2006 France : septembre 2007 |
|    |    |                             |                    |                                                                                                |                                                       |
| 04 | 04 | La Boîte The Box            | Michael W. Watkins | Christopher Leone Laura Harkcom                                                                | 12 décembre 2006                                      |
|    |    |                             |                    |                                                                                                |                                                       |
| 05 | 05 | L'Œil The Eye               | Craig R. Baxley    | Christopher Leone Laura Harkcom                                                                | 13 décembre 2006                                      |
|    |    |                             |                    |                                                                                                |                                                       |
| 06 | 06 | L'Occupant The Prime Object | Craig R. Baxley    | Christopher Leone Laura Harkcom                                                                | 13 décembre 2006                                      |
|    |    |                             |                    |                                                                                                |                                                       |

## Commentaires
Cette mini-série possède une fin ouverte. Si l'audience avait été jugée suffisante pour cela, Sci Fi Channel aurait donc été susceptible d'en faire une série télévisée à la manière de Battlestar Galactica ; ce qui ne semble pas avoir été le cas.
Le principe du déplacement par les portes (dont les poignées sont tournées dans le sens inverse des aiguilles) était déjà développé par Philip K. Dick dans sa nouvelle Rajustement (Adjustment Team, 1954). Ce qui a donné L'Agence (The Adjustment Bureau) de George Nolfi, sorti en 2011.

### La chambre perdue (The Lost Room)
« The Lost Room » est l’inexistante chambre 10 du motel « Sunshine Motel » abandonné à la sortie de Gallup, au Nouveau-Mexique. À 1 h 20 min 44 s, le 4 mai 1961, un événement inexpliqué, à l’emplacement même de la chambre, a provoqué la disparition de celle-ci et de tout son contenu de l’Histoire. « L’événement » ou « l’accident » comme il est mentionné dans la série, serait à l’origine des propriétés surnaturelles de la chambre et de ses objets. À l’époque de l’événement, l’hôtel était en service et comptait une dizaine de chambres. Un des objets, la photo Polaroïd mal développée, permet à son utilisateur de voir cette chambre 10 telle qu’elle était juste avant l’événement. Pour cela, il doit se tenir à l’emplacement exact de la chambre sur les ruines du Sunshine Motel.
La chambre est uniquement accessible par le détenteur de la clé. La clé permet d’ouvrir n’importe quelle porte munie d’une serrure à goupilles, n’importe où dans le monde. Cette porte se transformera alors en une sorte de portail vers « The Lost Room », et cela, quel que soit le lieu où elle devait normalement s’ouvrir. En quittant la chambre, la porte ne s’ouvre pas vers l’entrée d’origine mais vers n’importe quelle autre porte que le détenteur de la clé a à l’esprit. Si l’utilisateur de la clé ne pense à aucune précisément, elle sera choisie au hasard. Pour atteindre une porte précise qu’il n’a jamais vue, l’utilisateur doit avoir une photo nette de celle-ci et de la zone autour d’elle. La chambre peut ainsi servir pour voyager rapidement entre différentes portes, n’importe où sur Terre. Les portes avec n’importe quelle autre serrure différente, ou sans serrure du tout ne peuvent servir d’accès à la chambre ; les portes coulissantes sont inutilisables pour voyager dans l'une ou l'autre direction.
Le possesseur de la clé peut emmener d’autres personnes dans la chambre mais ils doivent la quitter ensemble ou le possesseur doit rester à l’intérieur. En effet, la chambre se réinitialise à chaque fois que la clé est utilisée pour ouvrir la porte de l’extérieur : tout est restauré en l’état initial, excepté les « objets » se trouvant à l’extérieur. Si quelque chose provenant de l’extérieur (y compris une personne) reste à l’intérieur lorsque le détenteur de la clé quitte la chambre, il disparaît. Si des « objets » sont laissés dans la chambre, ils retrouveront leur position initiale lors de sa réinitialisation.
Les « objets » perdent leur pouvoir lorsqu’ils sont dans la chambre et peuvent donc être détruits. Cependant, d’après « l’occupant », un nouvel objet prendra la place de l’objet ainsi détruit, une référence à la loi de conservation. L’occupant déclare aussi qu’il y a plusieurs chambres ; ainsi, les choses ne disparaissent pas vraiment : elles se trouvent simplement dans une autre existence parallèle de la chambre. En réalité, la réinitialisation représente une confluence de ces chambres, permettant à « l’occupant » (le seul « objet » capable d’exister consciemment au cours d’une réinitialisation) de retrouver les choses perdues, à condition qu’il ait une idée précise de ce qu’il souhaite retrouver.

### Objets et leurs effets
La plupart sont des objets de la vie quotidienne moderne, d'apparence tout à fait banale, et caractéristiques de la civilisation occidentale. Certains comme l'œil de verre ne sont pas à proprement parler des objets quotidiens, mais ce ne sont en rien des objets rares ou peu connus. Ils sont de taille modeste et légers, aisément maniables par n'importe qui. D'après ce qui est dit à la fin de la série, la destruction de l'un d'eux dans la chambre du motel provoquera son remplacement par un autre objet (de même nature ou non, ce n'est pas dit), ce qui suggère que le nombre des objets (dont la quantité exacte n'est jamais précisée : « plus d'une centaine », rien de plus précis) est une constante nécessaire.
- Clé : voir synopsis.
- Stylo : lorsqu'on appuie dessus pour en faire sortir la bille, il dégage une chaleur intense. Il brûle les chairs et certaines matières non vivantes. Certains matériaux denses semblent résister à ses pouvoirs (Joe Miller ne s'en sert pas pour pénétrer le blindage du coffre-fort de Karl Kreutzfeld). Agit uniquement en contact avec la cible.
- Lime à ongles : capable de faire évanouir. Agit quand on montre cet objet à la personne visée. On ignore si son utilisateur peut s'endormir lui-même avec.
- Couteau : on ne connaît pas son pouvoir seul.
- Manteau : à l'épreuve des balles (pas une propriété spéciale, tous les objets étant indestructibles hors de la chambre).
- Peigne : lorsqu'on se le passe sur le crâne, il arrête le temps autour de son utilisateur pendant quelques secondes. Ce dernier peut toujours se déplacer dans son environnement figé mais curieusement, il ne peut rien faire bouger de cet environnement (par exemple prendre un portefeuille dans la main d'une personne figée). Pour l'observateur extérieur, l'utilisateur du peigne se volatilise pour réapparaître ailleurs. Provoque des nausées après plusieurs utilisations consécutives.
- Lunettes : empêchent la combustion dans un périmètre de 20 pieds lorsqu'elles sont portées. Par exemple un feu s'éteint si on les approche suffisamment, ou le fonctionnement d'un moteur à explosion de voiture. Peut aussi bloquer une arme à feu en empêchant la combustion de la poudre contenue dans les douilles.
- Montre-bracelet : fait cuire les œufs. Ainsi, un œuf frais placé au centre de son bracelet se transforme en œuf dur. Son utilisation semble strictement limitée aux œufs.
- La boîte de la montre : limite l'entropie dans un périmètre restreint, c'est-à-dire limite la dégradation liée au vieillissement.
- Ticket de bus : téléporte toute personne touchée sur la route qui mène au motel où se trouve la chambre où furent découverts les objets. On ignore si son utilisation se limite aux personnes ou si elle s'étend également aux animaux et aux objets. Afin pouvoir le manipuler sans se retrouver téléporté, Wally Jabrowski en a recouvert une extrémité de ruban adhésif.
- Poste radio : fait grandir de sept centimètres quand on le règle sur la bonne station (son effet n'est pas montré dans le film).
- Parapluie : permet à son utilisateur de faire croire qu'on connaît la personne à qui l'on parle si on le tient. On peut supposer qu'il a été utilisé par « La Fouine » à l'hôpital afin de pouvoir enlever Anna en se faisant passer pour son père.
- Autre stylo (mentionné mais non montré) : fait apparaître des pièces de monnaie quand on tapote avec. Son utilisateur a fini par devenir fou à force de l'utiliser sans arrêt, dit-on. Il s'agit en fait probablement du crayon orange.
- Œil de verre : peut aussi bien réparer que détruire les chairs. Karl Kreutzfeld l'intègre dans son propre corps en remplaçant son œil droit par cet œil de verre, il peut ainsi activer son pouvoir à volonté : par exemple désintégrer des corps à distance ou guérir ses propres blessures.
- Ciseaux : peuvent faire tourner les choses et les personnes à faible distance. Sorte de pouvoir de télékinésie spécialisé. Peut aussi briser ou arracher des objets par torsion.
- Flasque : lorsqu'on enlève son bouchon, elle produit une sensation d'étouffement et de suffocation à la personne visée.
- Jeu de cartes dans son étui : seul le joker est visible. Peut terrasser une personne lorsqu'on approche l'objet tout près d'elle. La personne est alors dans une sorte de transe, comme terrorisée. Cela semble provoquer des visions de la chambre. Ce jeu de cartes permet aussi de déceler si une personne dit la vérité (utilisé à cet effet sur Martin Ruber par l'Ordre au moment de son admission).
- Réveil : fait passer le cuivre directement de l'état solide à l'état gazeux par sublimation.
- Pièce de monnaie : lorsqu'on l'avale, elle peut rendre réels (consistants) les souvenirs de celui qui l'a avalée pendant quelques jours. Dans le film, le seul effet observé est la réapparition de personnes (le fils de Karl Kreutzfeld et un de ses gardes du corps).
- Bouton de manchette : abaisse la pression sanguine, son effet n'est pas montré dans le film.
- Photos Polaroïd : La photo noire permet de voir la chambre du motel à ses débuts, le 4 mai 1961, avec « l'occupant » à l'intérieur, si l'on se trouve à l'emplacement de la chambre disparue. La photo de mariage de la bibliothécaire avec « l'occupant » ne semble pas avoir de pouvoir particulier. Il est à noter que les photos troubles mal cadrées trouvées avec la photo noire ne sont pas des objets puisqu'elles ont été prises postérieurement à la création de la chambre par les collectionneurs pour indiquer l'emplacement de leur « collection ».
- Occupant : seul « objet » humain, conscient. On ne sait pas grand-chose de son origine. Il semblerait que son existence entière ait été effacée à la suite de « l'Événement ». Il ne semble pas avoir de pouvoir particulier, si ce n'est le fait d'être indestructible sauf dans la chambre n°10 du motel, caractéristique partagée avec tous les autres objets et le fait qu'il ressent les objets et peut les tenir à distance. Il ne supporte pas leur proximité, à laquelle il réagit en devenant hystérique. Il est finalement tué par Joe Miller dans la chambre, seule solution pour qu'Anna réapparaisse. Mais Joe, semble-t-il, le remplacera en tant qu'« objet ».
- Chaussures : effet inconnu, on les voit juste dans le coffre-fort des « collectionneurs » et sur la liste de la Légion
- Chemise : effet inconnu, on la voit juste dans le coffre-fort des « collectionneurs »
- Brosse à dents : effet inconnu, c'est un « objet dormant », on la voit dans l'épisode 2 de la diffusion française
- Rasoir : Permet de briser tout type de verre à son contact
- Verre : effet inconnu, on le voit dans la salle de l'Ordre
- Kleenex : effet inconnu, est cité sur la liste de la Légion
- Cintres : effet inconnu, est cité sur la liste de la Légion
- Déodorant : effet inconnu, est cité sur la liste de la Légion
- Chewing-Gum : effet inconnu, est cité sur la liste de la Légion
- Journaux : effet inconnu, est cité sur la liste de la Légion
- Chausse-pied : effet inconnu, on le voit dans la salle de l'Ordre
- Valise : effet inconnu, vu au quartier général de l'ordre
- Trombone
- Bloc-notes : Objet dormant, vu dans le bureau de Karl Kreutzfeld
- Porte-bagages
- Boite d'allumettes : effet inconnu, on la voit dans la salle de l'Ordre
- Magazine
- Savon
- Poudre pour les pieds
- La Bible : Objet dormant, vu dans le bureau de Karl Kreutzfeld
- Pièces (dollars)
- Seau à glace
- Lampe de chevet
- Jumelles
- Carte postale
- Cendrier
- Paquet de cigarette : Objet dormant, vu dans le bureau de Karl Kreutzfeld
- Coupe-ongles

#### Associations d'objets et leurs effets
- Couteau et montre : Ils procurent la faculté d'être télépathe (décrit mais non montré dans la série).
- Réveil, ciseaux et clé : Les photos (non-objets) ont été utilisées par Joe Miller et Karl Kreutzfeld pour se figurer la porte du coffre des Collectionneurs et y accéder avec la clé. Les ciseaux ont servi à faire pivoter de lourdes plaques de béton, et le réveil à rendre gazeuses les soudures en cuivre maintenant fermées les plaques métalliques qui bouchaient l'entrée, le tout pour accéder au coffre des Collectionneurs.
- Réveil, cendrier, paquet de cigarettes, coupe-ongles, brosse à dents, boîte de la montre et clé : Les six premiers objets doivent être accrochés sur la porte de la chambre 9 du réel motel Sunshine et la clé utilisée pour ouvrir la porte. Une « brèche de la réalité » est alors ouverte, faisant émaner de la chambre une forte lumière et mettant à terre inexplicablement les gens à proximité. Arlene Conroy a fait cette expérience en 1966 avec Gus Jacobs et les Collectionneurs. L'occupant, étant prisonnier de la réalité alternative de la chambre 9, a attiré Arlene à l'intérieur pour mettre fin à l'expérience.
- Avec la pièce : Karl Kreutzfeld a aussi utilisé la pièce pour faire apparaître son fils dans la chambre et le rendre réel.
- Boîte de la montre, clé et peigne : La boîte ouverte et le peigne utilisé dans la chambre 9 réelle avec la clé à l'intérieur permet de faire apparaître la réalité alternative de la chambre 9 et d'interagir avec elle. Joe Miller a ainsi pu parler quelques instants avec Arlene Conroy, puis le corps de cette dernière est devenu réel, mais mort.